# 燕门乡
燕门乡，是中华人民共和国云南省迪庆藏族自治州德钦县下辖的一个乡镇级行政单位。

## 词源
燕门乡地处澜沧江两岸的深箐陡谷中，是候鸟、燕子的门户，故名。

## 行政区划
燕门乡下辖以下地区：
拖拉村、巴东村、茨中村、春多乐村、谷扎村、禹功村和石底村。

## 风景名胜
2013年8月，茨中村被评为第二批中国传统村落。该村以法国传教士修筑的茨中教堂而著称。